# نيك دال سانتو
نيك دال سانتو (بالإنجليزية: Nick Dal Santo)‏ هو لاعب كرة قدم أسترالية أسترالي، ولد في 22 فبراير 1984 في بنديجو في أستراليا.

## وصلات خارجية
- نيك دال سانتو على موقع AustralianFootball.com (الإنجليزية)
- نيك دال سانتو على موقع AFLtables.com (الإنجليزية)